# Alfred Henry Hook
Alfred Henry "Harry" Hook (VC), (Churcham, Gloucestershire, 6 augustus 1850 - Gloucester, 12 maart 1905), was een Brits gedecoreerde met het Victoria Cross, de hoogste en meest prestigieuze onderscheiding voor dapperheid in het zicht van de vijand die kan worden toegekend aan de Britse- en de Commenwealth (Gemenebest) legers.

## Zijn loopbaan
Alfred Henry "Harry" Hook werd geboren in Churcham, Gloucestershire. Oorspronkelijk diende hij bij de Monmouth Militie voordat hij dienst nam in het Britse leger in maart 1877 op de leeftijd van 26 jaar. Soldaat Hook was 28 jaar toen hij dienst nam in de 1373 B Company van het 2e Bataljon, 24e Regiment of Foot (later de Zuid-Wales Borderers) in het Britse leger, tijdens de Zoeloe-oorlog, toen de volgende actie plaatsvond, die van de Slag bij Rorke's Drift, waarvoor hij werd bekroond met het VC. Soldaat Hook en vijf andere dienstplichtigen werden noodgedwongen opgetrommeld op de middag van 22 januari 1879 tot de bescherming van ong. 30 patiënten, die niet meteen konden geëvacueerd worden uit het tijdelijke hospitaal te Rorke's Drift, waarin Hook en de vijf andere soldaten ook moesten herstellen van kleinere verwondingen of opgelopen ziektes.
Op 22/23 januari 1879 was er de Zoeloe-aanval op Rorke's Drift, Natal, Zuid-Afrika, een verre missiepost met een ziekenhuis. Daarin verdedigden soldaat Hook en drie andere soldaten, meer dan een uur, de kleine hospitaalkamers tegen de binnendringende Zoeloes. Uiteindelijk moesten Hook en zijn medestrijders de ziekenruimte verlaten, zodat de Zoeloes een van zijn mannen doodden en twee bedlegerige patiënten met hun speren.
Een van de soldaten, John Williams slaagde er echter in een gat te maken in de muur en de overige patiënten daardoor te evacueren naar de volgende kamer, waar soldaat Hook zich bevond. Deze twee soldaten bewerkten en verdedigden zich tegen de Zoeloekrijgers met hun bajonetten en geweervuur, terwijl de anderen zich uit de benarde situatie konden redden. Acht patiënten slaagden erin om via ladders naar de binnenste verdedigingsperimeter te vluchten, terwijl het hospitaal verder afbrandde.
In de film Zulu, werd soldaat Hook afgeschilderd als een dronkaard en opstandeling, simulerend ofdat het hem alleen ten goede kwam tijdens de strijd. In werkelijkheid had hij kort voor de veldslag een goed rapport gekregen en rapporten suggereerden ook dat hij eigenlijk een modelsoldaat was. Hook stond op gevechtspost binnen het ziekenhuis als bewaker en beschermer voor de gewonde en zieke patiënten. Hook werd verwond aan de hoofdhuid door een Zoeloe-assegaai tijdens de slag van Rorke's Drift.
Hij ging met pensioen uit het leger, 17 maanden later, in juni 1880, maar ging 20 jaar later terug in dienst bij het 1e Volunteer (Vrijwilligers) Bataljon, Royal Fusiliers en bereikte de rang van sergeant-instructeur.
Hij ontving zijn VC van Sir Garnet Wolseley, GOC Zuid-Afrika op Rorke's Drift op 3 augustus 1879. Het volgende jaar keerde hij terug naar Cloucestershire tot 1904. Interessant is dat er sprake was van enige mysterie over zijn eerste huwelijk. Zijn vrouw dacht dat hij gedood was in Zuid-Afrika en liep toen met iemand anders weg. Hook trouwde nogmaals in 1897 in Islington.
Na zijn ontslag uit het leger in 1880 was hij werkzaam bij het British Museum en woonde op Sydenham Hill. Alfred Henry Hook heeft later, in februari 1905, zijn verhaal beschreven, zijn bevindingen en waar hij was, vóór en tijdens de Slag bij Rorke's Drift. Zijn beschrijvingen komen ongeveer overeen met het verhaal van de: Slag bij Rorke's Drift.
Hij stierf aan longtuberculose (TBC) op 12 maart 1905 in Osborne Villas, Roseberry Avenue, Gloucester en werd begraven in de Saint-Andrew's Church. Hij was net geen 55 jaar oud toen hij stierf aan deze ziekte. Alfred Henry Hook werd begraven op het kerkhof van Churcham.
Zijn VC is in het SWB Museum Collection te bewonderen.

## Waarom werd hij onderscheiden met het VC?
Samen met soldaat John Williams vocht hij tegen de binnendringende Zoeloes, meer dan een uur lang in het afgelegen zaaltje van het hospitaal, totdat ze door hun munitie heen waren. Toen vochten ze verder met hun bajonetten, totdat ze naar buiten konden ontsnappen, samen met de geëvacueerde patiënten, uit het brandende ziekenhuis. Vooreerst had hij de Zoeloes zo goed of kwaad mogelijk tegengehouden en gaten gestoken met zijn bajonet doorheen de lemen muren van de ziekenkamers. Samen met Williams en de patiënten bereikten ze de binnenste verdedigde perimeter van de missiepost.

## De medaille
Zijn Victoria Cross is te bezichtigen in het South-Wales Borderers Museum, (Brecon, Powys, Wales).

## Militaire loopbaan
- Private: maart 1877
- Corporal:
- Sergeant: 1904